# Stephen Leake
Stephen Martin Leake (5 aprile 1702 – Mile End, 24 marzo 1773) è stato un numismatico, genealogista e araldista britannico, che servì a lungo come ufficiale d'armi al College of Arms di Londra, un ufficio che regola l'araldica, fondato nel 1484.

## Biografia
Anche se alla fine raggiunse il grado più alto nel Collegio, era nato come Stephen Martin ed era l'unico figlio del capitano Stephen Martin, un ufficiale di marina, e di sua moglie, Elizabeth Hill. Il marito della zia, rimasto vedovo e senza prole, lasciò il suo ingente patrimonio al capitano Martin, a condizione che lui e la sua famiglia adottassero il cognome aggiuntivo e le armi di Leake.
Tuttavia poco dopo essere venuti in possesso dell'eredità nel 1721, la famiglia perse più di £ 20.000.
Il giovane Leake effettuava un tirocinio presso la Royal Navy, ma la perdita rese necessaria la ricerca di una posizione migliore. Suo padre tentò di acquistare un posto al Tesoro, ma fallì.
Leake fu ammesso al Middle Temple e servì come younger brother alla Trinity House nel 1723. Nel 1724 divenne un vice luogotenente per Tower Hamlets.

### Primi successi
Nel 1725, l'Ordine del Bagno fu fatto "rivivere" in Gran Bretagna. Il re d'armi della Giarrettiera Sir John Anstis trovò per Leake il ruolo di scudiero per uno dei cavalieri nel nuovo ordine. Anstis aveva incontrato Leake quando lavorava assieme alla sua famiglia alla Royal Licence per cambiere il cognome. Il cavaliere a cui Leake fu associato era il conte di Sussex, visconte maresciallo. Nel marzo del 1726 Leake fu eletto fellow della Society of Antiquaries of London. Pubblicò lo stesso anno anche un saggio Nummi Britannici Historia che copriva la storia della monetazione inglese. Questa opera ebbe diverse edizioni durante la vita di Leake.

### Carriera araldica
Leake aveva ottenuto molte conoscenze potenti, ma gli mancava ancora una posizione che provvedesse ai suoi bisogni. Leake cercò l'aiuto di John Anstis per ottenere una posizione presso il College of Arms.
Anstis usò l'opportunità della richiesta di Leake per assicurare una posizione come Garter per suo figlio. Dopo essere stato messo in imbarazzo da Anstis, Leake presunse che avrebbe dovuto cercare di ottenere aiuto altrove. Nel 1727 alcune conoscenze gli fecero ottenere un posto come Araldo (ordinario) Lancaster al College of Arms. Fu poi promosso Re d'armi di Norroy nel dicembre del 1729.
In qualità di araldo e re d'armi, Leake diresse le sue energie verso il miglioramento della fortuna del College of Arms. Nel 1729 si rivolse all'procuratore generale per il perseguire un tintore, che si era offerto di trovare stemmi per i clienti. Il procedimento non ebbe successo, tuttavia egli cercò nuovi un nuovo statuto che avrebbe confermato al collegio il monopolio su tali attività. Cercò anche di far rivivere l'istituto della visita araldica nel 1731 e nel 1744. Il suo testo "Reasons for Granting Commissions to the Provincial Kings of Arms for Visiting their Provinces" fu stampato nel 1744. Questo, come anche gli altri progetti, fallì. Fu infatti bloccato sia da Anstis che dal governo. Nel 1732 Leake fu anche coinvolto nel tentativo di rinascita della Corte di cavalleria. Dopo cinque anni, non c'era nulla di portato a termine, così la corte chiuse. Non si riunì più fino al 1954. Se non ebbe successo nella maggior parte di questi sforzi, egli fu in grado di aumentare la consapevolezza e il prestigio del College in Inghilterra.
Leake fu promosso a re d'armi di Clarenceux nel 1741 e alla carica di re d'armi della Giarrettiera nel 1754. Egli venne immediatamente coinvolto nell'Ordine, da cui la carica prende il nome. Lavorò con il decano di Windsor per aggiornare i registri ufficiali. Compilò anche una collezione di disegni degli stemmi presenti sugli stalli della St. George's Chapel, e viaggiò all'estero per investire principi stranieri con l'Ordine della giarrettiera.
Anche se Leake fu sempre verbalmente critico vocale del patronato e del mercanteggio con cui erano nominati gli araldi, nominò il figlio tredicenne John Martin Leake alla carica di Araldo (ordinario) Chester nel 1752.

### Vita personale
Leake nel 1735 sposò Anne, figlia di Fletcher Powell, un produttore di birra. Ebbero sei figli e tre figlie, tutti sopravvissuti al padre. Il patrimonio immobiliare di Powell nello Hertfordshire passò in seguito ai discendenti di Leake.
Leake visse nel Mile End, ora nella Grande Londra, dove fu attivo negli affari della sua chiesa e contribuì a organizzare le unità di volontari durante l'insurrezione giacobita del 1745. In seguito visse a Thorpe-le-Soken, un villaggio dell'Essex, dove il padre aveva acquistato una proprietà nel 1720. Dal 1770 era molto sofferente di gotta e reumatismi e morì nel 1773 a Mile End. Fu sepolto nella chiesa di Thorpe-le-Soken.
Il nipote William Martin Leake, è stato un diplomatico, numismatico e amante di antichità.

## Opere
- "Nummi britannici historia: or An historical account of English money 1726: Versione digitale[2]
- "Reasons for granting Commissions to the provincial Kings of Arms, for visiting their Provinces". 1744.
- "The Life of Sir John Leake, who flourished during the Reign of William III. and Queen Anne". 1750
- "The Statutes of the moat noble Order of the Garter". 1766.
- "The Statutes of the most noble Order of St. George". 1766.